# Vestine (cratère)
Vestine est un cratère lunaire situé sur la face cachée de la Lune. Il mesure environ 96 kilomètres de diamètre.
En 1970, l'Union astronomique internationale lui a attribué le nom de Vestine en l'honneur du géophysicien et météorologue américain Ernest Harry Vestine.